# Коала
Коа́ла (Phascolarctos) — рід ссавців з підкласу сумчасті.

## Етимологія
Phascolo в перекладі з давньогрецької означає «сумка», а arctos — «ведмідь». Слово «коала» походить з однієї з мов тубільців Австралії. Воно означає, за однією версією, «той, хто кусає», за іншою — «не п'є».

## Зовнішній вигляд
Єдиний живий представник роду — коала сірий. Це дрібний звір: довжина його тіла 60-82 см, вага від 5 до 16 кг. Хвіст дуже короткий, зовні непомітний. Голова велика й широка, зі сплющеною мордою. Вуха великі, закруглені, вкриті густим хутром. Очі маленькі. Спинка носа безволоса, чорна. Є щічні мішки.
Волосяний покрив у коали густий і м'який, міцний; на спині забарвлення змінюється від світло-сірого до темно-сірого, іноді рудувате або червонувате, черево світліше.
Кінцівки коали пристосовані до лазіння — великий і вказівний пальці передніх і задніх кінцівок протиставлені іншим, що дає змогу звірові обхоплювати гілки дерев. Кігті сильні й гострі, здатні витримувати вагу тварини. На великому пальці задніх кінцівок кіготь відсутній. Коали — одні з небагатьох неприматів, що мають папілярний візерунок на подушечках пальців. Відбитки пальців коали не відрізняються від відбитків пальців людини навіть під електронним мікроскопом.
Виводкова сумка у самиць добре розвинена, відкривається ззаду; всередині є два соски.
Коали зазвичай мовчазні й подають голос тільки в період розмноження або в разі небезпеки. Закличний крик самця описується як «щось середнє між хропінням товстого п'яниці після тяжкого тупого дня, скрипом дверей на іржавих петлях і бурчанням невдоволеної свині». Переляканий або поранений коала кричить і «плаче», як дитина.
Розміри й забарвлення цієї тварини варіюються залежно від місця проживання. Так, коали штату Вікторія більші й важчі, у них густіше й щільніше хутро темно-сірого кольору, часто з коричневим відтінком на спині. У тропічному та субтропічному Квінсленді коали набагато дрібніші й світліші, хутро у них рідше й коротше.
Виглядом коала трохи нагадує ведмедя (звідси його назва — сумчастий ведмідь); а рудиментарний хвіст, розташування виводкової сумки та зубна формула зближують його з вомбатом, з якими він, мабуть, мав спільного предка. Коалу називають лінивцем, тому що він спить по 18 годин на добу.

## Середовище існування
Мешкають в Австралії в евкаліптових лісах та живляться листям цих дерев.

## Таксономія
Рід включає один сучасний та три викопні види:
- Phascolarctos cinereus (Golfuss, 1817, сучасний вид) — Коала сірий
- †Phascolarctos maris (Pledge, 1987, ранній пліоцен)
- †Phascolarctos stirtoni (Bartholomai, 1968, плейстоцен) — Коала велетенський
- †Phascolarctos yorkensis (Pledge, 1992, від пізнього міоцену чи раннього пліоцену до плейстоцену)